# Премия по опциону
Премия по опциону — денежная сумма, которую платит покупатель по опционному договору продавцу.
По своему экономическому смыслу данная премия представляет собой плату за риск неблагоприятного изменения цены базового актива, лежащего в основе опционной сделки, который берёт на себя продавец опциона. Иными словами, премия по опциону и есть стоимость опционного контракта.
Согласно теории, стоимость опциона складывается из двух составляющих:
1. Внутренняя стоимость (англ. intrinsic value), которая зависит от соотношения цены базового актива и цены страйк.
2. Временна́я стоимость (англ. time value), которая зависит от времени, оставшегося до срока окончания действия опционного контракта.

Чем меньше времени остаётся до конца действия опционного контракта, то есть чем ближе срок истечения опционного контракта, тем меньше временная стоимость. На дату истечения срока опционного контракта временная стоимость контракта равна нулю, а внутренняя стоимость (IV) равна разнице между рыночной ценой базового актива с немедленной поставкой (Pm) и ценой исполнения (ценой страйк) (Ps):
для опциона колл{\displaystyle IV_{c}=max\{0,P_{m}-P_{s}\}}
для опциона пут{\displaystyle IV_{p}=max\{0,P_{s}-P_{m}\}}
Математическая формула определения справедливой премии по опциону в случае логнормального распределения цены базового актива  основана на формуле Блэка-Шоулза.